# Vysoká (Javoří hory)
Vysoká (německy Schulzenberg, polsky Wysoka) je hora v hraničním hřebeni Javořích hor, východně až severovýchodně od vesnice Šonov. Vrchol hory se nachází na území Polska, ale těsně za hranicí s Českou republikou, dosahuje nadmořské výšky 750 m, někdy se udává 749 m. Údaj 715 m na českých mapách není absolutní výškou vrcholu, je to údaj z české strany hory.

## Hydrologie
Hora náleží do povodí Odry. Vody odvádějí přítoky Stěnavy, např. Šonovský potok a jeho přítoky, v Polsku to je také přítok Stěnavy.

## Vegetace
Hora je převážně zalesněná, jen místy najdeme menší paseky. Pod vrcholem hory na české straně jsou rozsáhlejší porosty přirozeného (místy až pralesovitého) charakteru. Jedná se o komplex květnatých bučin, acidofilních bučin a suťových lesů. Zatímco svahy na české straně jsou zalesněny, na polské straně zasahují louky hodně vysoko, skoro až k vrcholu.

## Ochrana přírody
Česká část hory leží v CHKO Broumovsko